# بخش پیرمبلور
بخش پیرمبلور (به انگلیسی: Perambalur district) یک بخش در هند است که در تامیل نادو واقع شده‌است. بخش پیرمبلور ۱٬۷۵۲ کیلومتر مربع مساحت و ۵۶۵٬۲۲۳ نفر جمعیت دارد.